# Rolf Hiller (Radsportler)
Rolf Hiller ist ein ehemaliger schwedischer Radrennfahrer.

## Sportliche Laufbahn
Hiller gewann bei den Nordischen Meisterschaften im Radsport 1958 die Goldmedaille in der Mannschaftswertung des Straßenrennens. Mit ihm waren Gunnar Wilhelm Göransson, Herbert Dahlbom und Karl-Ivar Andersson erfolgreich. Er siegte in Dänemark im Eintagesrennen Stjerneløbet in Roskilde und gewann eine Etappe der Österreich-Rundfahrt. In dem Etappenrennen kam er auf den 24. Rang der Gesamtwertung. 1957 und 1960 bestritt er die Internationale Friedensfahrt. 1957 wurde er 6. und 1960 71. im Endklassement.